# Гимназија „Јован Дучић” Добој
Гимназија „Јован Дучић” Добој, до рата позната као Гимназија Добој, је средња школа у граду Добоју, која постоји од 17. децембра 1945. године. Добила је име по славном Требињцу Јовану Дучићу.

## Опште информације о школи

### Школска библиотека
У склопу школе дјелује и библиотека, која је била добрим дијелом уништена током катастрофалних поплава 2014.
Школска библиотека свој рад активно представља на друштвеним мрежама Facebook и Instagram.
Од 2014. године активан је блог школске библиотеке са корисним линковима едукативног и забавног садржаја. Корисници библиотеке Гимназије су исте године добили интернет.
Активна је библиотечка секција Млади библиотекари кроз објаве препорука књига које у слободно вријеме читају њени чланови.

## Историјат школе[4]
Гимназија у Добоју је у ствари настављач рада и дјеловања Грађанске школе у Добоју која је почела са радом 1927. године.
Добој је 17. 4. 1945. године ослобођен, а у новембру исте године одлуком Министарства просвјете Народне владе Босне и Херцеговине, Грађанска школа је постала Државна мјешовита нижа гимназија. Новооснована школа је почела са радом 17. 12. 1945. године, и тај датум се данас слави као дан школе.
Почетком септембра 1955. године је дошло до реорганизације школе – из једноставне гимназије (од I до VIII разреда), издвајају се нижи разреди гимназије (I,II, III и IV разред), и заједно са четвероразредном основном школом чине Другу осмогодишњу школу у Добоју.
Од виших рареда гимназије (I,II, III и IV) формира се Гимназија у Добоју са четири разреда, која се од 1957. године назива Вишом гимназијом, а послије тога само Гимназијом.
Виша гимназија у Добоју је 15. 9. 1955. године смјештена у новоизграђену школску зграду у некадашњој Улици Петра Кочића, а данашњој Хиландарској гдје се и данас налази.
У школској 1980/81. години извршена је трансформација Гимназије у школу средњег усмјереног образовања. На збору радника 1984. године изгласан је приједлог да се школа зове Грађевинска школа, зато што је 60% ученика било грађевинске струке.
На свечаном збору радника и ученика 15. 1. 1990. године враћен јој је стари назив – Гимназија, у складу са новим Законом о средњој школи и одлукама Скупштине општине Добој. Убрзо послије тога услиједила су ратна времена (1992-1995) и тада ће Гимназија у Добоју добити име по пјеснику Јовану Дучићу.
За вријеме дугогодишњег директора и професора, Душана Дропца, издата је монографија поводом 60. годишњице постојања школе (2005).

## Образовни профили
У Гимназији се ученици образују у оквиру три смјера
- Општи смјер
- Друштвено-језички смјер
- Рачунарско-информатички смјер